# Чорна (Бещадський повіт)
Чорна (пол. Czarna Górna) — село Бещадського повіту Підкарпатського воєводства Республіки Польща. Село є центром ґміни. Населення — 874 особи (2011).
Історично село було адміністративно поділено на дві частини: Чорна Нижня (пол. Czarną Dolną) і Чорна Верхня (пол. Czarną Górną).

## Історія села

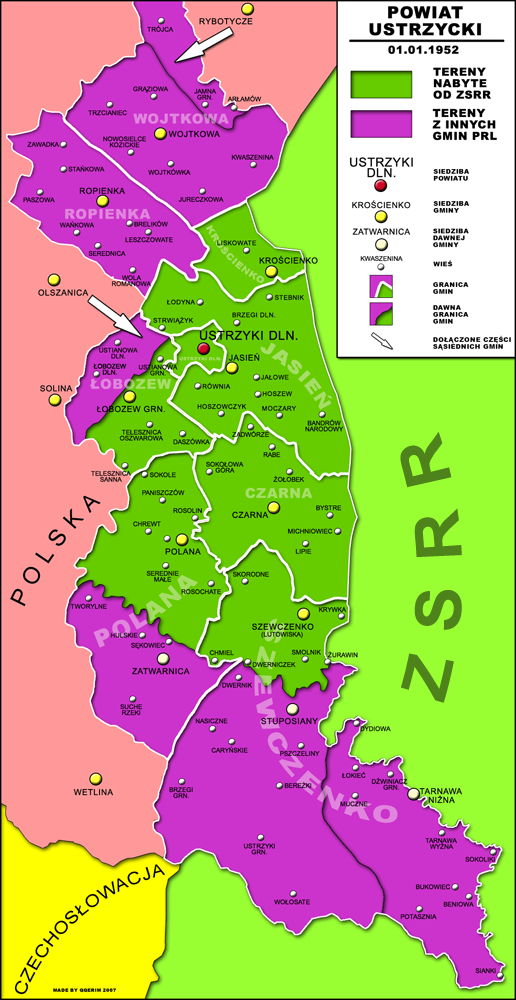
Адміністративна карта новоутвореного Устрицького повіту, січень 1952 року

Село засноване як власність Кмітів за волоським правом Анджеєм Видеркою в 1505 р., він і був першим війтом села. Входило до Перемишльської землі Руського воєводства. 
У 1772-1918 рр. село було у складі Австро-Угорської монархії, у провінції Королівство Галичини та Володимирії, Самбірський округ, з 1867 р. село належало до Ліського повіту.
У 1919-1939 рр. — у складі Польщі. Село належало до Ліського повіту Львівського воєводства, у 1934-1939 рр. була адміністративним центром об’єднаної сільської ґміни Чорна. В 1921 році в селі було 327 будинків і 2012 мешканців (1797 греко-католиків, 93 римо-католики і 122 юдеї). Чорна тягнулась майже на 8 кілометрів, були 2 церкви, римо-католицька каплиця, єврейський дім молитви, двір, чотири водяні млини, фолюш, парова пилорама, нафтопромисел, кілька кузень і близько 20 крамниць.
На 01.01.1939 в селі було 2630 жителів, з них 2350 українців-грекокатоликів, 70 українців-римокатоликів, 70 поляків (приїжджі працівники нафтових промислів) і 140 євреїв.
В середині вересня 1939 р. село окуповане німцями, однак уже 29 вересня передане СРСР згідно таємного договору (пакту) 23 серпня 1939 року. У червні 1941 року місцевість була окупована німцями.
В 1940–1951 село відносилось до Нижньо-Устрицького району Дрогобицької області Української РСР. Село відійшло до Польщі відповідно до договору обміну територіями 1951 року). Українське населення (бойків) насильно депортовано до станції Карань Сталінської (тепер Донецької) області (у смт. Тельманове було переселено 514 осіб, у село Мічуріне ‒ 282, у село Староласпа ‒ 299).
Голова Івано-Франківського обласного товариства «Бойківщина» Дарія Петречко написала книгу «Втрачені українські села — Чорна», присвячену її рідному селу.
З 1974 року село має статус оздоровниці завдяки мінеральним джерелам.

## Греко-католицькі церкви Святого Дмитра
В селі була парафія Затварницького (з 1924 р. — Лютовиського) деканату Перемишльської єпархії УГКЦ.
Дерев'яна церква-філія в Чорній Долішній збудована замість попередньої в 1888 році. Церква завалилась в 1970-х роках оскільки її не ремонтували і використовували як склад місцевого держгоспу. На місці церкви є три залізні хрести посеред зруйнованого цвинтаря.
Греко-католицька церква Святого Дмитра побудована в Чорній Горішній 1834 році, в даний час — парафіяльний костел Воздвиження Святого Хреста. Храм є зразком класичної дерев'яної церковної архітектури. Пам'ятка є в туристичному маршруті «Шлях дерев'яної архітектури».

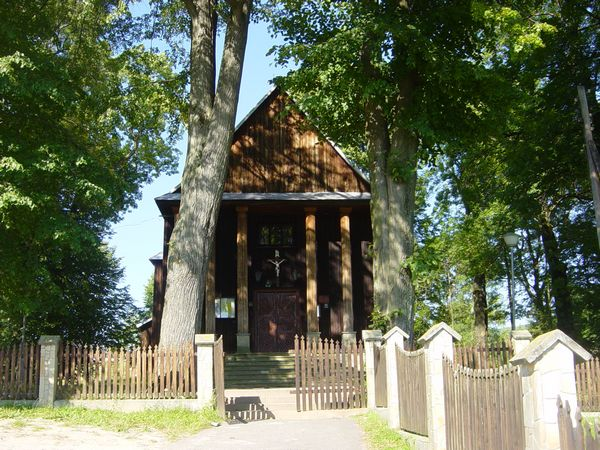
Греко-католицька церква Святого Дмитра

## Примусове переселення 1951року
У 1951 році, після обміну територіями, з села переселено 554 сім'ї (2313 осіб).
До колгоспів (Тельманівський район, тепер Донецька область) насильно переселено:
- ім. Сталіна — 201 сім'ю;
- ім. Тельмана — 95 сімей;
- «Авангард весни» — 103 сім'ї.

45 сімей працівників нафтопромислів примусово переселено до сіл Дрогобицької області, 29 — в інші області УРСР.

## Демографія
Демографічна структура станом на 31 березня 2011 року:
|          | Загалом | Допрацездатний вік | Працездатний вік | Постпрацездатний вік |
| -------- | ------- | ------------------ | ---------------- | -------------------- |
| Чоловіки | 416     | 80                 | 299              | 37                   |
| Жінки    | 458     | 102                | 272              | 84                   |
| Разом    | 874     | 182                | 571              | 121                  |

## Відомі люди
- Ян Добжанський (1820—1886)[джерело?], директор театру Скарбека у Львові.